# Macéo Capietto
Macéo Capietto, né le 12 janvier 2006 à Montereau-Fault-Yonne, est un pilote automobile français.

## Biographie

### Vie personnelle
Né à Montereau-Fault-Yonne et vivant à Veneux-les-Sablons, Capietto passe toute son enfance en Île-de-France. Son père, Guillaume Capietto, est le team-manager de l'écurie Prema Powerteam et également ancien pilote de karting.

### Karting
Suivant les traces de son père, Capietto débute le karting très jeune. Après avoir passé trois saisons en Minikart où il devient champion d'Île-de-France, il monte sur la scène internationale en 2018 où il est un temps coaché par Anthoine Hubert. Il termine vice-champion de France junior en 2019, derrière Esteban Masson. La saison 2020 est sa dernière année en karting. Engagé dans l'écurie de Giorgio Pantano, il obtient un podium final en WSK Euro Series,.

### Débuts en monoplace
En 2021, Capietto fait ses débuts en monoplace dans le Championnat de France de Formule 4. Malgré son manque d'expérience, il remporte sa première victoire dès la quatrième course à Magny-Cours. Il remporte trois autres victoires au cours de la saison et se mêle à la lutte pour le titre. À l'entame de la dernière manche disputée à Magny-Cours, Capietto compte quatre points de retard sur Masson,. Les deux pilotent s'affrontent de manière controversée lors de la dernière course de la saison : Masson, qui a signé la pole-position, vire en tête dès le début de course et occupe le leadership pendant plusieurs tours, il est alors mathématiquement champion. Dans le dernier tour, Capietto, dans une ultime tentative de dépassement, entre en collision avec son rival, provoquant leur abandon mais lui offrant provisoirement le titre. À la suite d'une enquête des commissaires de course sur l'accrochage entre les deux pilotes, Capietto est cependant exclu des résultats de l'ensemble du week-end, ce qui provoque la perte de ses points amassés lors de la dernière manche. En conséquence, il retombe à la troisième place du championnat, derrière Masson et l'australien Hugh Barter.
La même année, Capietto dispute quelques courses dans le championnat d'Italie de Formule 4 chez Prema Powerteam. Après un premier week-end vierge à Imola, il inscrit deux points lors du dernier meeting à Monza et termine trentième du classement général.

### Formule Régionale Europe
Après avoir effectué des tests pour plusieurs équipes durant l'hiver 2021, Capietto rejoint la Formule Régionale Europe pour la saison 2022. Il intègre l'équipe Monolite Racing,, où il fait équipe avec Pietro Armanni et Cenyu Han (ensuite remplacé par Nicola Marinangeli). Il entre à cinq reprises dans les points avec une septième place lors du dernier week-end de la saison au Mugello pour meilleur résultat. Il termine vingt-deuxième du championnat avec 12 points. Pour la saison 2023, il change d'écurie et se tourne vers Race Performance Motorsport.

### European Le Mans Séries
En 2024, il rejoint Proton Compétition, via Iron Lynx, pour la saison 2024 d'ELMS dans la catégorie LMP2. Il roule aux côtés de Matteo Cairoli et Jonas Ried.

## Carrière

### Résultats en monoplace
| Saison | Championnat                        | Écurie                      | Courses | Victoires | Pole positions | Meilleurs tours | Podiums | Points | Classement |
| ------ | ---------------------------------- | --------------------------- | ------- | --------- | -------------- | --------------- | ------- | ------ | ---------- |
| 2021   | Championnat d'Italie de Formule 4  | Prema Powerteam             | 6       | 0         | 0              | 0               | 0       | 2      | 30e        |
| 2021   | Championnat de France de Formule 4 | FFSA Academy                | 19      | 4         | 3              | 6               | 10      | 203    | 3e         |
| 2022   | Formule Régionale Europe           | Monolite Racing             | 20      | 0         | 0              | 0               | 0       | 12     | 22e        |
| 2023   | Formule Régionale Europe           | Race Performance Motorsport | 20      | 0         | 0              | 0               | 1       | 77     | 8e         |
| 2024   | European Le Mans Series            | Iron Lynx - Proton          | 6       | 1         | 1              | 0               | 1       | 36     | 8e         |
| 2025   | Formule Régionale Europe           | CL Motorsport               | 2       | 0         | 0              | 0               | 0       | 0      | 31e        |